# 에마 셀리그먼
에마 셀리그먼(영어: Emma Seligman, 1995년 5월 3일 ~ )은 캐나다의 영화 감독이다. 2020년 장편 영화 《시바 베이비》로 데뷔했다.

## 작품 목록
- 시바 베이비 (2020)
- 바텀스 (2023)